# Under Wraps
Under Wraps es el decimoquinto álbum de la banda Jethro Tull lanzado en 1984.
Originalmente el disco tenía 11 pistas, y los temas "Astronomy", "Tundra", "Automotive Engineering" y "General Crossing" sólo aparecían en el formato de casete. Con estos temas se editó un EP aparte titulado Lap of Luxury.
La edición moderna en CD del 2005 contenía 15 temas e incluía un vídeo en formato QuickTime sobre Lap of Luxury.
A pesar de las controversias entre los fanes de la banda sobre su sonido excesivamente electrónico (como en el álbum A), el guitarrista Martin Barre lo cita a veces como su preferido.
En este disco Anderson prescindió del batería.
El álbum fue grabado en la primavera de 1984, en el estudio que Ian Anderson tiene en su propia casa. Como anécdota, cabe señalar que la casa de Ian Anderson aparece en la portada del EP Lap of Luxury.

## Puesto en las listas de éxitos
- Puesto en las listas de EE. UU.: 76.
- Puesto en las listas de UK: 18.

## Lista de temas
| #   | Título                     | Autor          | Tiempo |
| --- | -------------------------- | -------------- | ------ |
| 1.  | "Lap of Luxury"            | (Ian Anderson) | 3:35   |
| 2.  | "Under Wraps #1"           | (Ian Anderson) | 3:59   |
| 3.  | "European Legacy"          | (Ian Anderson) | 3:23   |
| 4.  | "Later, that Same Evening" | (Ian Anderson) | 3:51   |
| 5.  | "Saboteur"                 | (Ian Anderson) | 3:31   |
| 6.  | "Radio Free Moscow"        | (Ian Anderson) | 3:40   |
| 7.  | "Astronomy"                | (Ian Anderson) | 3:38   |
| 8.  | "Tundra"                   | (Ian Anderson) | 3:41   |
| 9.  | "Nobody's Car"             | (Ian Anderson) | 4:08   |
| 10. | "Heat"                     | (Ian Anderson) | 5:37   |
| 11. | "Under Wraps #2"           | (Ian Anderson) | 2:14   |
| 12. | "Paparazzi"                | (Ian Anderson) | 3:47   |
| 13. | "Apogee"                   | (Ian Anderson) | 5:28   |
| 14. | "Automotive Engineering"   | (Ian Anderson) | 4:05   |
| 15. | "General Crossing"         | (Ian Anderson) | 4:02   |

## Intérpretes
- Ian Anderson: voces, flauta, guitarra acústica y caja de ritmos.
- Martin Barre: guitarras.
- Dave Pegg: bajo.
- Peter-John Vettese: teclados y percusión.